# Джордж Браммел
Джордж Бра́ян Бра́ммел або Бо Браммел (англ. George Bryan Brummell; 7 червня 1778, Лондон — 30 березня 1840) — відомий денді початку XIX століття, законодавець мод та вишуканих смаків великосвітської Англії.

## Біографія
Народився у заможній сім'ї. Його батько помер 1794 року й залишив сина з великою спадщиною — 20 000 фунтів. Освіту Джордж здобув у коледжах Ітон й Оріель. Згодом служив у драгунському королівському полку. Саме тоді Браммел привернув увагу принца-регента, майбутнього короля Георга IV. Завдяки дружбі зі спадкоємцем трону Браммел через два роки дістав звання капітана. Але він пішов у відставку зі служби після того, як полк передислокувався до Манчестера.
Браммел придбав будинок у центрі Лондона на Честерфілд стріт. Спершу він жив досить скромно, тримав двох коней, але їздив на них тільки верхи, а не каретою. Разом із своїм покровителем принцом Уельським входив до членів клубу Ватьє — саме їх згодом Байрон назвав словом «денді». Серед усієї лондонської еліти Браммел став виділятися особливою увагою до елегантності, вишуканістю одягу й вмінням робити кмітливі зауваження. Найбільше сучасники Браммела дивувалися тим, як він слідкував за своїми зубами, чистив їх, щодня голився і купався у ванні. Отримав у сучасників прізвисько «Красунчик Браммел» (фр. Beau Brummell). Серед іншого, ввів в моду сучасний чоловічий чорний костюм з краваткою, що став діловим та офіційним одягом.

Коли його спитали, скільки грошей необхідно витратити чоловікові, аби елегантно вдягтися, Браммел ймовірно відповів так: 
|  | З помірною економією, я думаю, можна вкластися у 800 фунтів стерлінгів. |

Ці постійні витрати, звичайно, не могли не позначитись на гаманці любителя моди й елегантності. Тим більш Джордж почав грати у азартні ігри і балансував поміж кредитами.

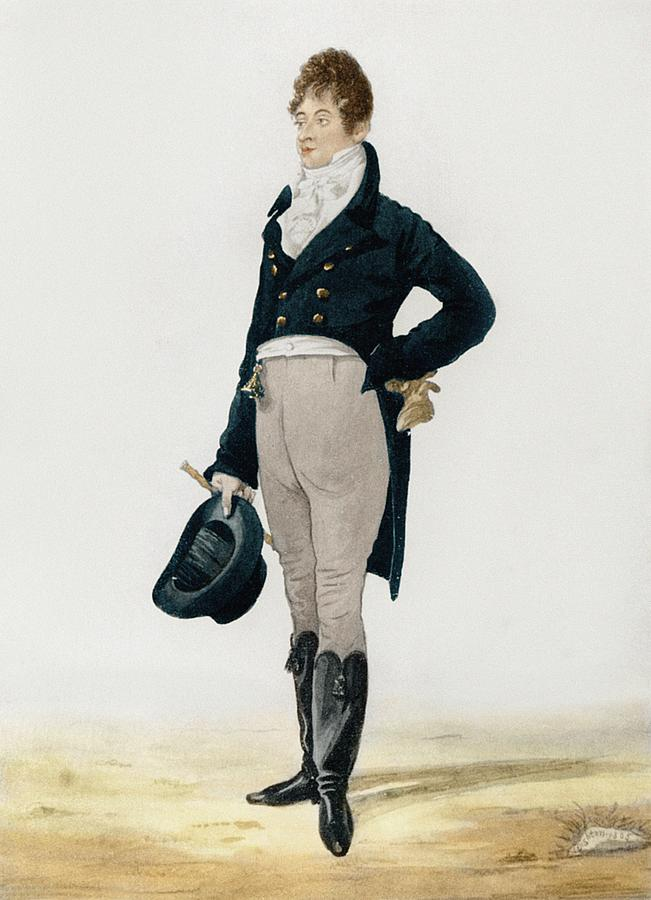
Карикатура на Браммела роботи Річарда Дайтона (1805)

У липні 1813 року принц-регент організував бал-маскарад й запросив серед усіх друзів і Браммела. Але з Джорджем принц вирішив показово не розмовляти, навіть коли вони дивились один на одного. Така поведінка спровокувала елегантного гостя на його чергове в'їдливе зауваження. Але тепер воно стосувалося самого принца й через те стало найвідомішо фразою Браммела. Джордж спитав одного зі своїх товаришів: 
|  | Елвенлі, а що за товстий друг у тебе?. |

З часом педант і модник все більше накопичував боргів, а його заможні друзі відмовлялися сплачувати їх. Джордж був змушений тікати до Франції, аби не опинитися у борговій в'язниці, там він написав працю «Чоловічий і жіночий костюм» (1822, рукопис був виявлений лише через сторіччя). У новому середовищі Браммел жив дуже скромно. Після смерті короля Георга IV йому вдалося добитися призначення на роботу у англійське консульство в місті Кан.
В 1840 році Джордж помер: убогим і божевільним (наслідок прогресивного паралічу — пізньої форми сифілісу) в психіатричній лікарні, куди його помістили в 1838 році.

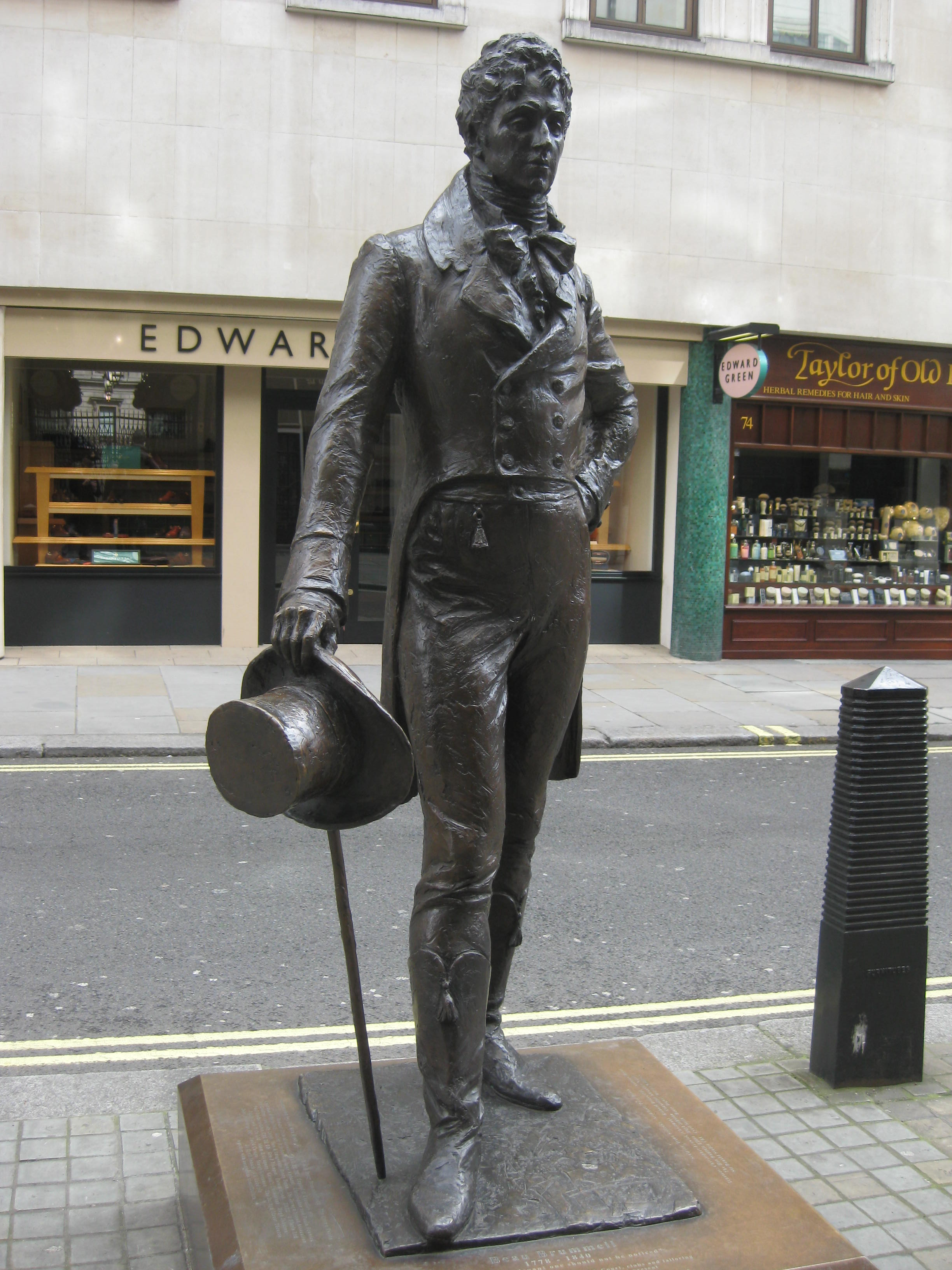
«Джордж Браммел» роботи Ірени Седлецької

2002 року в центрі Лондона відкрито пам'ятник Бо Браммелу авторства чехословацької емігрантки, скульпторши Ірени Седлецької.